# Right Thru Me
Right Thru Me è un singolo della rapper trinidadiana Nicki Minaj, pubblicato il 14 settembre 2010. È stata estratta dall'album d'esordio dell'artista, Pink Friday.
Per la promozione del brano è stato girato un video, per la regia di Diane Martel, presentato il 27 ottobre dello stesso anno. In esso si vede Nicki Minaj litigare con il suo fidanzato nella propria casa, dopodiché in alcune scene Nicki è nella camera da letto col ragazzo, in altre è dietro uno specchio, in altre ancora lei e lui sono in un lago nell'acqua; ci sono inoltre diversi cambi d'abito.
Nicki Minaj ha cantato la canzone live a metà novembre 2010 al The Wendy Williams Show per promuovere l'album.

## Tracce
Promo - CD-Single (Young Money - (UMG)
1. Right Thru Me (Clean) - 3:57
2. Right Thru Me (Explicit) - 3:56

## Classifica
| Classifica (2010) | Posizione raggiunta |
| ----------------- | ------------------- |
| Stati Uniti       | 26                  |
| Canada            | 60                  |